# Kessai Note
Kessai Hesa Note (Ailinglaplap, 7 agosto 1950) è un politico marshallese, Presidente delle Isole Marshall dal 10 gennaio 2000 al 14 gennaio 2008.

## Biografia
Note appartiene ad una famiglia di origini giapponesi: il nonno proveniva dalla Prefettura di Niigata, e si trasferì presso le Isole Marshall durante l'espansione coloniale nipponica, dove si sposò con una donna del luogo.
Eletto presidente dal parlamento all'inizio del 2000, fu il primo capo tribù ad essere eletto alla presidenza. Membro dello United Democratic Party, fu rieletto nel 2004 con 20 voti contro i 9 del suo rivale Justin deBrum. Nelle elezioni politiche del novembre del 2007 è stato però sconfitto, di misura, dal rivale Litokwa Tomeing, con 15 voti a 17.